# Leptopsilopa martharum
Leptopsilopa martharum är en tvåvingeart som beskrevs av Wayne N. Mathis 2006. Leptopsilopa martharum ingår i släktet Leptopsilopa och familjen vattenflugor. Inga underarter finns listade i Catalogue of Life.